# Caridina xiangnanensis
Caridina xiangnanensis is een garnalensoort uit de familie van de Atyidae. De wetenschappelijke naam van de soort is voor het eerst geldig gepubliceerd in 2006 door X.-Y. Liu, Guo & Yu.